# Goumaíika
Goumaíika är en ort i Grekland.   Den ligger i prefekturen Nomós Achaḯas och regionen Västra Grekland, i den centrala delen av landet, 120 km väster om huvudstaden Aten. Goumaíika ligger 40 meter över havet och antalet invånare är 133.
Terrängen runt Goumaíika är varierad. Havet är nära Goumaíika åt nordost. Runt Goumaíika är det ganska glesbefolkat, med 27 invånare per kvadratkilometer. Närmaste större samhälle är Aíyira, 1,4 km öster om Goumaíika. 